# Eudiaptomus graciloides
Eudiaptomus graciloides is een eenoogkreeftjessoort uit de familie van de Diaptomidae. De wetenschappelijke naam van de soort is voor het eerst geldig gepubliceerd in 1888 door Lilljeborg.